# Dulce Aragonská
Dulce Aragonská (1160 – 1. září 1198 Coimbra) byla portugalská královna.

## Biografie

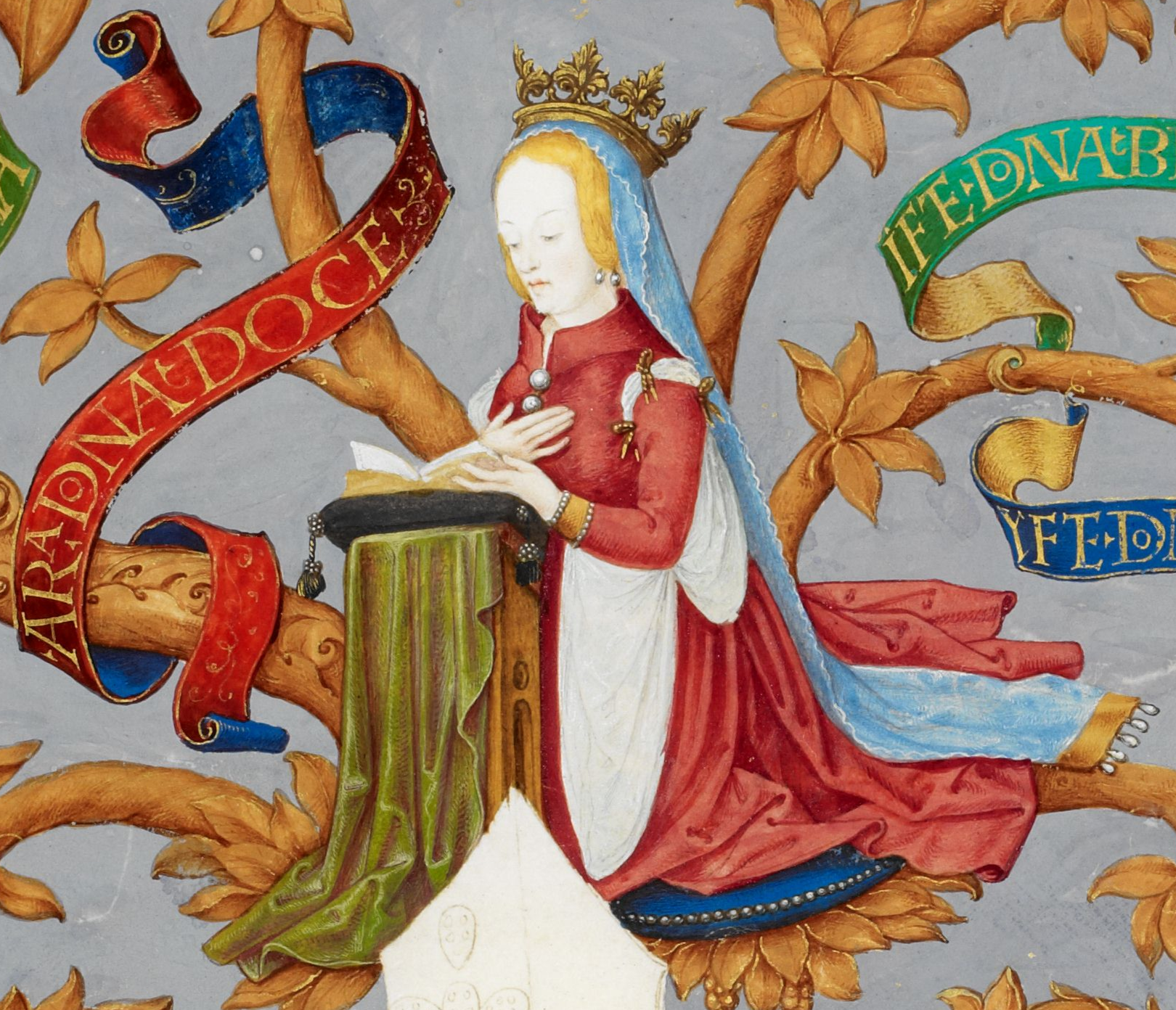
Dulce Aragonská v Genealogii královských rodů Španělska a Portugalskal (1530–1534)

Dulce byla dcerou barcelonského hraběte Ramona Berenguera IV. a aragonské královny Petronily, jediné dcery aragonského krále Ramira II.
Za následníka portugalského trůnu Sancha I. byla mladičká Dulce provdána roku 1175 a již rok po svatbě se manželům narodila první dcera Tereza. Po ní následovalo dalších devět či deset dětí, které byly společně s nevlastními sourozenci (Sancho byl velmi plodný, i co se levobočků týče) využity v rámci mírové sňatkové politiky.
Portugalský trůn manželé získali na konci roku 1185, po smrti Sanchova otce Alfonse a Dulce se tak stala portugalskou královnou. Dulce nežila příliš dlouho po porodu posledních dvou dcer, zřejmě dvojčat, Blanky a Berengarie, a v roce 1198 zřejmě podlehla moru a oslabení mnoha porody. Pohřbena je v klášteře Santa Cruz ve městě Coimbra.